# 성층 화산

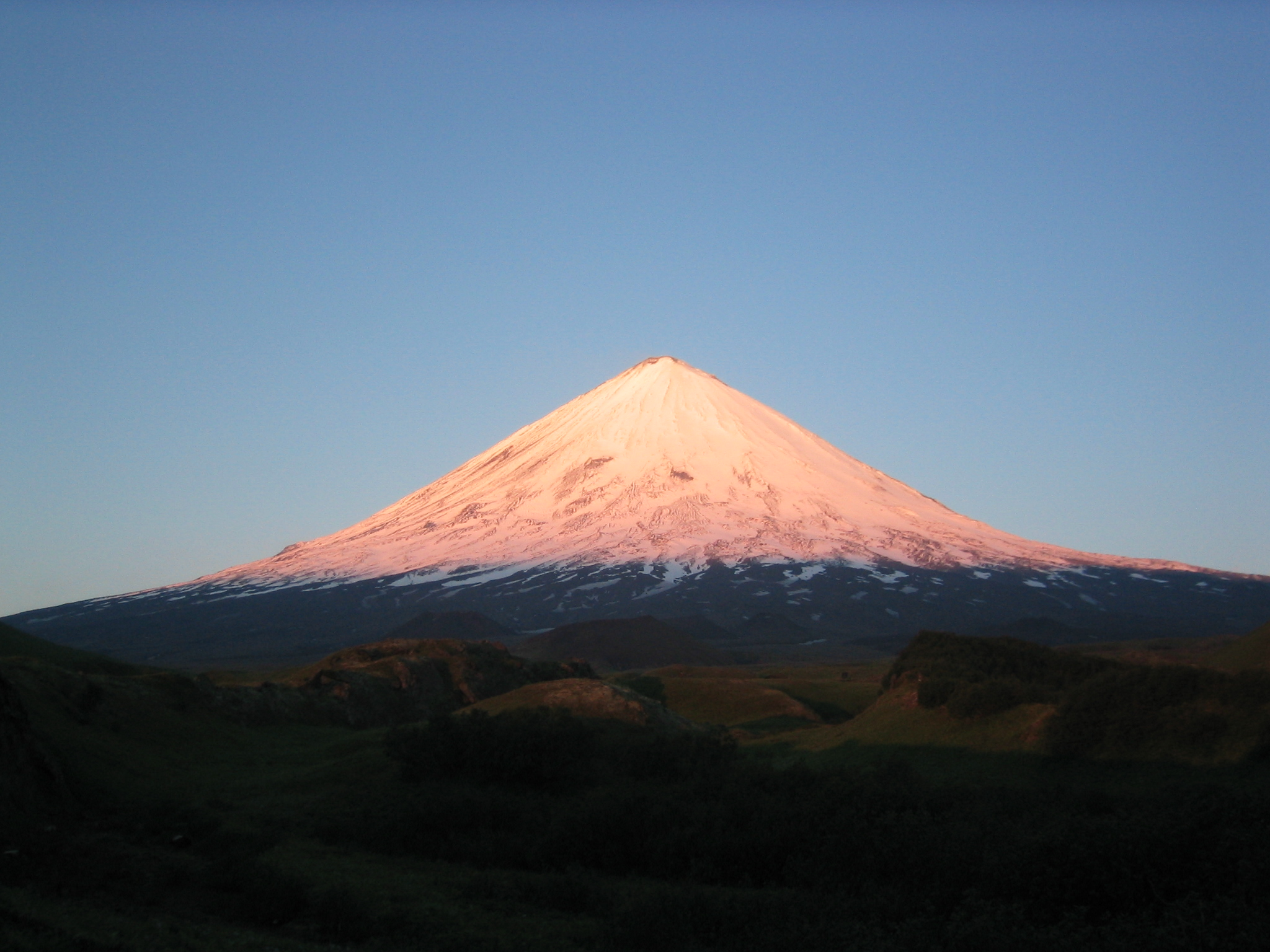
클류쳅스카야 산(러시아 캄차카반도)

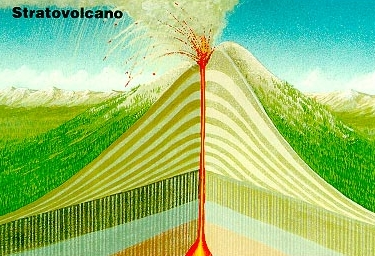
성층화산의 단면도

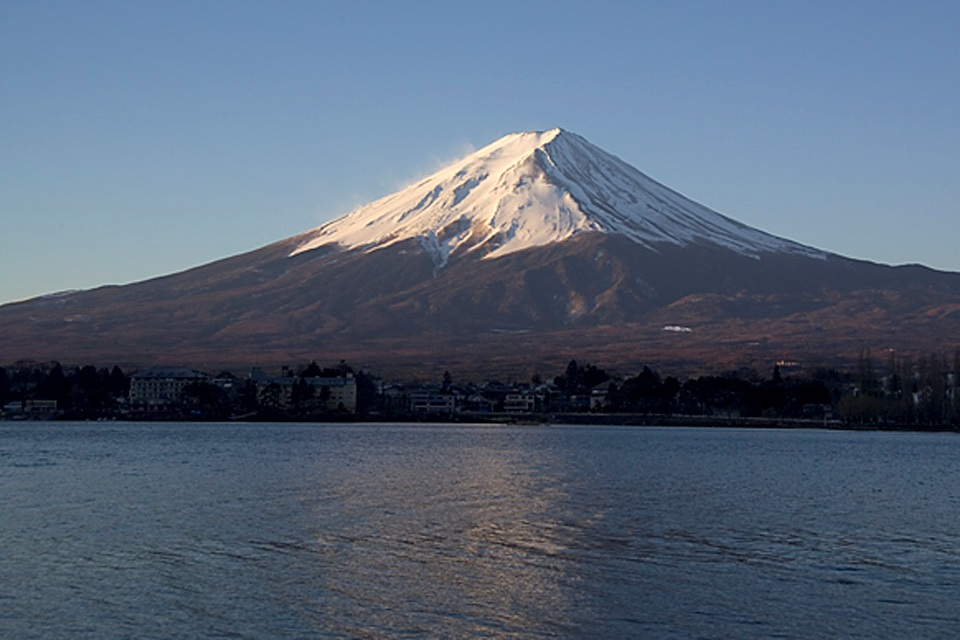
후지 산, 일본에 있으며 1707–1708년에 마지막으로 활동했던 활화산

성층 화산(成層火山, Stratovolcano)은 높고 굳은 용암하고 테프라(퇴적한 화산재) 그리고 화산재의 잦은 분출로 인해 여러 겹으로 구성된 방추 모양의 화산으로, 복층화산, 원추화산, 복성화산, 층상화산, 방추화산이라고도 부른다. 또한, 폭발되는 물질로 이루어진 연속적 유출로 인한 반대되는 층을 이루고 있어서 복식화산이라고도 불린다. 성층화산은 가장 평범한 유형의 화산이고 덜 평범한 유형의 순상 화산하고 비교되기도 한다. 

## 개요
성층화산은 측면이 가파르며 폭발적인 분출이 주기적으로 일어난다는 것이 특징이다. 성층화산에서 흘러내리는 용암은 점착성이 강해지려는 성향이 있어서 멀리 퍼지기 전에 굳게 된다. 이 용암을 이루는 마그마는 대부분 규장질로 이루어져 있고 많은 중간물을 가지는 규토(점착성이 덜 강한 약간의 마그마로 이루어진)를 가지기도 한다.
성층화산은 용암류와 화산재, 화산탄, 화산암괴 등의 강하 화산 쇄설물층이 여러 겹으로 쌓여서 생긴 원뿔 모양의 화산체를 말한다. 산꼭대기에는 중앙화구가 있으며, 산중턱은 급경사인 반면 산기슭은 경사가 완만하다. 중앙화구 밑의 원뿔형 화도 부분은 고온의 암석 파편이나 용암이 쌓여 있기 때문에 단단한 심지처럼 굳어져 있다. 산중턱 부분이 침식작용으로 유실되어도 화도 부분은 남아 있는 예가 있다. 
스시마 열도와 캄차카 반도, 알레우트 열도, 안데스 산맥, 필리핀 제도, 인도네시아, 지중해 화산의 대부분이 성층화산이다.

## 대표적인 성층화산
| 대륙           | 국가                                  | 산 이름          | 사진                                            | 높이  | 소재지역                                                          |
| -------------- | ------------------------------------- | ---------------- | ----------------------------------------------- | ----- | ----------------------------------------------------------------- |
| 아시아         | 일본                                  | 후지산           |                                                 | 3,776 | 시즈오카현 고텐바 · 스소노 · 후지 · 후지노미야시 슨토군 오야마정  |
| 아시아         | 일본                                  | 후지산           | 야마나시현 후지요시다시 미나미쓰루군 나루사와촌 | 3,776 |                                                                   |
| 아시아         | 일본                                  | 사쿠라지마산     |                                                 | 1,117 | 가고시마현 사쿠라지마섬                                           |
| 아시아         | 일본                                  | 요테이산         |                                                 | 1,898 | 홋카이도 도야호 북쪽 기모베쓰정 루스쓰촌                          |
| 아시아         | 이란                                  | 다마반드산       |                                                 | 5,610 | 마잔다란주                                                        |
| 아시아         | 인도네시아                            | 브로모산         |                                                 | 2,329 | 자와섬 동부                                                       |
| 아시아         | 인도네시아                            | 스메루산         |                                                 | 3,676 | 자와섬 동부                                                       |
| 아시아         | 인도네시아                            | 시나붕산         |                                                 | 2,460 | 수마트라섬                                                        |
| 아시아         | 인도네시아                            | 아궁산           |                                                 | 3,142 | 발리섬                                                            |
| 아시아         | 조선민주주의인민공화국 중화인민공화국 | 백두산           |                                                 | 2,744 | 함경남도 혜산군, 함경북도 무산군, 량강도 삼지연시 지린성 바이산시 |
| 아시아         | 필리핀                                | 마욘산           |                                                 | 2,463 | 루손섬 남동부 알바이주                                            |
| 유럽           | 러시아                                | 클류쳅스카야산   |                                                 | 4,750 | 캄차카반도                                                        |
| 유럽           | 이탈리아                              | 베수비오산       |                                                 | 1,281 | 캄파니아주                                                        |
| 유럽           | 이탈리아                              | 에트나산         |                                                 | 3,329 | 시칠리아섬 동부 카타니아시 북부                                   |
| 아프리카       | 탄자니아                              | 킬리만자로산     |                                                 | 5,895 | 탄자니아 북동부                                                   |
| 아프리카       | 우간다 케냐                           | 엘곤산           |                                                 | 4,321 | 우간다 · 케냐 국경                                                |
| 앵글로아메리카 | 미국                                  | 후드산           |                                                 | 1,817 | 오리건 & 워싱턴주 경계                                            |
| 라틴아메리카   | 멕시코                                | 오리사바산       |                                                 | 5,636 | 베라크루스 & 푸에블라주                                           |
| 라틴아메리카   | 멕시코                                | 포포카테페틀산   |                                                 | 5,426 | 동부 시에라 마드레 산맥                                           |
| 라틴아메리카   | 칠레 아르헨티나                       | 오호스델살라도산 |                                                 | 6,891 | 칠레, 아르헨티나 국경                                             |

## 같이 보기
- 화산